# Trachichthyoidei
Sous-ordre
Les Trachichthyoidei sont un sous-ordre de poissons de l'ordre des Beryciformes.

## Liste des familles
Selon ITIS (17 novembre 2020) :
- famille Anomalopidae Gill, 1889
- famille Anoplogastridae Gill, 1893
- famille Diretmidae Gill, 1893
- famille Monocentridae Gill, 1859
- famille Trachichthyidae Collett, 1889